# Harley Street

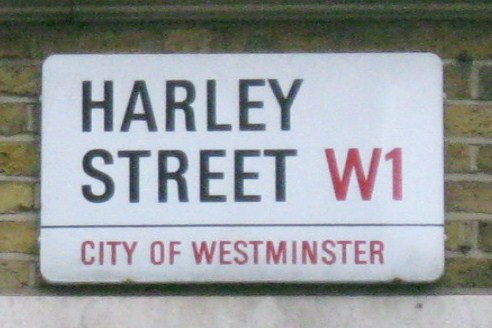
Straßenschild der Harley Street

Die Harley Street ist eine Straße in der Londoner City of Westminster, die seit der zweiten Hälfte des 19. Jahrhunderts für die große Zahl an Ärzten bekannt ist, die sich in dieser Straße niederließen. 

## Geschichte
Seit dem 19. Jahrhundert hat die Zahl an Ärzten, Krankenhäusern und medizinischen Einrichtungen in der Harley Street und in der unmittelbaren Umgebung stark zugenommen. 1852 ließ sich der bekannte Arzt William Jenner in der Straße nieder. Eines der ersten Krankenhäuser, die dort eröffneten, war 1853 das kurzzeitig von Florence Nightingale geleitete Establishment for sick Gentlewomen. Von 1845 bis 1927 befand sich in der Harley Street auch die Governesses’ Benevolent Institution, die alten und kranken Gouvernanten ein Heim bot. 1860 gab es in der Straße 20 niedergelassene Ärzte, im Jahre 1900 waren es 80 und 1914 waren es 200. 1948, im Gründungsjahr des National Health Service, waren es 1.500 Ärzte, die in dieser Straße arbeiteten. Zu Beginn des 21. Jahrhunderts sind es mehr als 3.000 Personen, die in der Umgebung der Harley Street im medizinischen Bereich tätig sind. 
Es wird angenommen, dass Ärzte ursprünglich von diesem Gebiet in London angezogen wurden, weil hier in der 2. Hälfte des 19. Jahrhunderts großzügige Gebäude neu entstanden. Die Gegend liegt außerdem nicht weit entfernt von wichtigen Eisenbahnstationen wie Paddington, Kings Cross, St Pancras und Euston. 
Das Gebiet, durch das die Harley Street führt, gehört der Familie de Walden und wird von der Firma de Walden Estate gemanagt. Der Landbesitz geht auf das Jahr 1715 zurück, als Edward Harley, 2. Earl of Oxford and Earl Mortimer begann, dieses Gebiet zu entwickeln. Durch Erbschaft kam die Familie de Walden schließlich in den Besitz des Landes. Die Harley Street war außerdem der Wohnort vieler berühmter Persönlichkeiten, darunter der viktorianische Premierminister William Ewart Gladstone, der Künstler J. M. W. Turner und der Sprachtherapeut Lionel Logue. 
Im Roman North and South von Elizabeth Gaskell lebt die Hauptperson Margaret Hale zeitweise in der Harley Street.
2016 deckte The Guardian ein Geschäftsmodell von anonymen Kapitalgesellschaften vom Typ limited auf, nach dem 2,159 Gesellschaften unter der Adresse 29 Harley Street registriert waren. Betreiber des registrierenden Unternehmens Formations House sind das Ehepaar Nadeem Khan und Danielle Ardern. Bis 2008 konnten Kapitalgesellschaften gegründet werden, ohne dass auch nur eine natürliche Person benannt werden musste. Daher gehören noch heute die drei 2004 gegründeten Gesellschaften Corporate Nominees, Legal Nominees und Professional Nominees nur wechselseitig sich selbst. In 29 Harley Street registrierte Gesellschaften werden neben völlig legalen Bereichen in allen illegalen Geschäftszweigen gefunden, die dem organisierten Verbrechen zuzurechnen sind. Insbesondere in den Unterlagen von Offshore-Leaks, den Panama Papers und den Paradise Papers taucht die Adresse tausendfach auf.